# Ismaïla Sarr
Ismaïla Sarr (Saint-Louis, 1998. február 25. –) szenegáli válogatott labdarúgó, a Crystal Palace játékosa.

## Pályafutása

### Klubcsapatokban
A szenegáli Génération Foot együttesénél nevelkedett mielőtt Franciaországba igazolt volna. 2016. július 13-án 5 évre aláírt az FC Metz csapatához. Egy hónappal később debütált a Lille OSC ellen és 20 perc játéklehetőséget kapott Florent Mollet cseréjeként. 2017. július 26-án 4 évre írt alá a Stade Rennais csapatához, amely 17 millió euróért szerződtette. 2019. augusztus 8-án az angol élvonalbeli Watford igazolta le. Sarr öt évre írt alá, a Watford klubrekordot jelentő 30 millió fontot fizetett érte. 2023. július 24-én a francia Olympique Marseille szerződtette.
2024. augusztus 1-jén az angol Crystal Palace szerződtette.

### A válogatottban
2015-ben részt vett az U23-as válogatottal a 2015-ös U23-as labdarúgó-Afrika-bajnokságon, ekkor 17 éves volt. 2016. szeptember 3-án debütált a felnőttek között a 2017-es afrikai nemzetek kupája selejtezőjében Namíbia ellen. A 2017-es afrikai nemzetek kupáján részt vevő válogatottnak is tagja volt. A 2018-as és a 2022-es labdarúgó-világbajnokságon, valamint a 2019-es és a 2021-es afrikai nemzetek kupáján is pályára lépett.

## Statisztika

### Klub
2023. május 8.
| Klub      | Szezon   | Bajnokság | Bajnokság | Kupa     | Kupa  | Ligakupa | Ligakupa | Nemzetközi | Nemzetközi | Egyéb    | Egyéb | Összesen | Összesen |
| Klub      | Szezon   | Mérkőzés  | Gólok     | Mérkőzés | Gólok | Mérkőzés | Gólok    | Mérkőzés   | Gólok      | Mérkőzés | Gólok | Mérkőzés | Gólok    |
| --------- | -------- | --------- | --------- | -------- | ----- | -------- | -------- | ---------- | ---------- | -------- | ----- | -------- | -------- |
| Metz      | 2016–17  | 31        | 5         | 0        | 0     | 2        | 0        | —          | —          | —        | —     | 33       | 5        |
| Metz      | Összesen | 31        | 5         | 0        | 0     | 2        | 0        | 0          | 0          | 0        | 0     | 33       | 5        |
| Rennes    | 2017–18  | 24        | 5         | 1        | 0     | 2        | 0        | —          | —          | —        | —     | 27       | 5        |
| Rennes    | 2018–19  | 35        | 8         | 5        | 1     | 1        | 0        | 9          | 4          | —        | —     | 50       | 13       |
| Rennes    | Összesen | 59        | 13        | 6        | 1     | 3        | 0        | 9          | 4          | 0        | 0     | 77       | 18       |
| Watford   | 2019–20  | 28        | 5         | 0        | 0     | 2        | 1        | —          | —          | —        | —     | 30       | 6        |
| Watford   | 2020–21  | 39        | 13        | 1        | 0     | 0        | 0        | —          | —          | —        | —     | 40       | 13       |
| Watford   | 2021–22  | 22        | 5         | 0        | 0     | 0        | 0        | —          | —          | —        | —     | 22       | 5        |
| Watford   | 2022–23  | 39        | 10        | 0        | 0     | 0        | 0        | —          | —          | —        | —     | 39       | 10       |
| Watford   | Összesen | 128       | 33        | 1        | 0     | 2        | 1        | 0          | 0          | 0        | 0     | 131      | 34       |
| Marseille | 2023–24  | 0         | 0         | 0        | 0     | —        | —        | 0          | 0          | —        | —     | 0        | 0        |
| Marseille | Összesen | 0         | 0         | 0        | 0     | 0        | 0        | 0          | 0          | 0        | 0     | 0        | 0        |
| Összesen  | Összesen | 218       | 51        | 7        | 1     | 7        | 1        | 9          | 4          | 0        | 0     | 241      | 57       |

### Válogatott
2023. június 20.
| Nemzet   | Évek     | Pályára lépések | Gólok |
| -------- | -------- | --------------- | ----- |
| Szenegál | 2016     | 1               | 0     |
| Szenegál | 2017     | 9               | 2     |
| Szenegál | 2018     | 10              | 1     |
| Szenegál | 2019     | 9               | 1     |
| Szenegál | 2020     | 3               | 1     |
| Szenegál | 2021     | 8               | 4     |
| Szenegál | 2022     | 12              | 2     |
| Szenegál | 2023     | 2               | 0     |
| Összesen | Összesen | 54              | 11    |

### Válogatott góljai
| #  | Időpont             | Helyszín                                                    | Ellenfél     | Gólok | Eredmény | Kiírás                                     |
| -- | ------------------- | ----------------------------------------------------------- | ------------ | ----- | -------- | ------------------------------------------ |
| 1. | 2017. január 8.     | Stade Municipal de Kintélé, Brazzaville, Kongói Köztársaság | Líbia        | 2–1   | 2–1      | Barátságos mérkőzés                        |
| 2. | 2017. szeptember 5. | Stade du 4 Août, Ouagadougou, Burkina Faso                  | Burkina Faso | 1–1   | 2–2      | 2018-as labdarúgó-világbajnokság-selejtező |
| 3. | 2018. június 8.     | Stadion Gradski vrt, Eszék, Horvátország                    | Horvátország | 1–0   | 1–2      | Barátságos mérkőzés                        |

## Sikerei, díjai

### Klub
- Rennes
  - Francia kupa: 2018–19

### Válogatott
- Szenegál
  - Afrikai nemzetek kupája: 2021